# Coloni C3
La Coloni C3 (chiamata anche Coloni FC189) è una monoposto di Formula 1, costruita dalla scuderia italiana Coloni per partecipare al campionato mondiale di Formula 1 1989.

## Progetto e sviluppo
Progettata da Christian Vanderpleyn, la C3 utilizzava un motore Cosworth DFR V8 da 3,5 litri. La C3 ha debuttato al Gran Premio del Canada nel 1989 con alla guida i piloti Roberto Moreno e Pierre-Henri Raphanel. Nella stagione 1990 la vettura è stata aggiornata nella versione C3B, dotata di un motore 12 cilindri boxer Subaru 1235. A seguito è stata sviluppata un'altra versione chiamata C3C, che adottava nuovamente il motore Cosworth DFR. Nella stagione 1991, la C3C è stata sostituita dalla C4.

## Risultati Sportivi
| Anno | Team   | Motore          | Gomme | Piloti                |  |  |  |  |  |     |     |     |     |     |     |     |     |     |     |     | Punti | Pos. |
| ---- | ------ | --------------- | ----- | --------------------- |  |  |  |  |  | --- | --- | --- | --- | --- | --- | --- | --- | --- | --- | --- | ----- | ---- |
| 1989 | Coloni | Cosworth DFR V8 | P     | Roberto Moreno        |  |  |  |  |  | Rit | NQ  | Rit | NPQ | NPQ | NPQ | NPQ | Rit | NPQ | NPQ | NPQ | 0     | -    |
| 1989 | Coloni | Cosworth DFR V8 | P     | Pierre-Henri Raphanel |  |  |  |  |  | NPQ | NPQ | NPQ | NPQ | NPQ | NPQ | NPQ | NPQ | NPQ | NPQ | NPQ | 0     | -    |

| Anno | Team   | Motore                          | Gomme | Piloti          |     |     |     |     |     |     |     |     |     |     |    |    |    |    |    |    | Punti | Pos. |
| ---- | ------ | ------------------------------- | ----- | --------------- | --- | --- | --- | --- | --- | --- | --- | --- | --- | --- | -- | -- | -- | -- | -- | -- | ----- | ---- |
| 1990 | Coloni | Subaru 1235 F12/Cosworth DFR V8 | G     | Bertrand Gachot | NPQ | NPQ | NPQ | NPQ | NPQ | NPQ | NPQ | NPQ | NPQ | NPQ | NQ | NQ | NQ | NQ | NQ | NQ | 0     | -    |